# Recurvaria
Recurvaria är ett släkte av fjärilar som beskrevs av Adrian Hardy Haworth 1828. Recurvaria ingår i familjen stävmalar.

## Bildgalleri

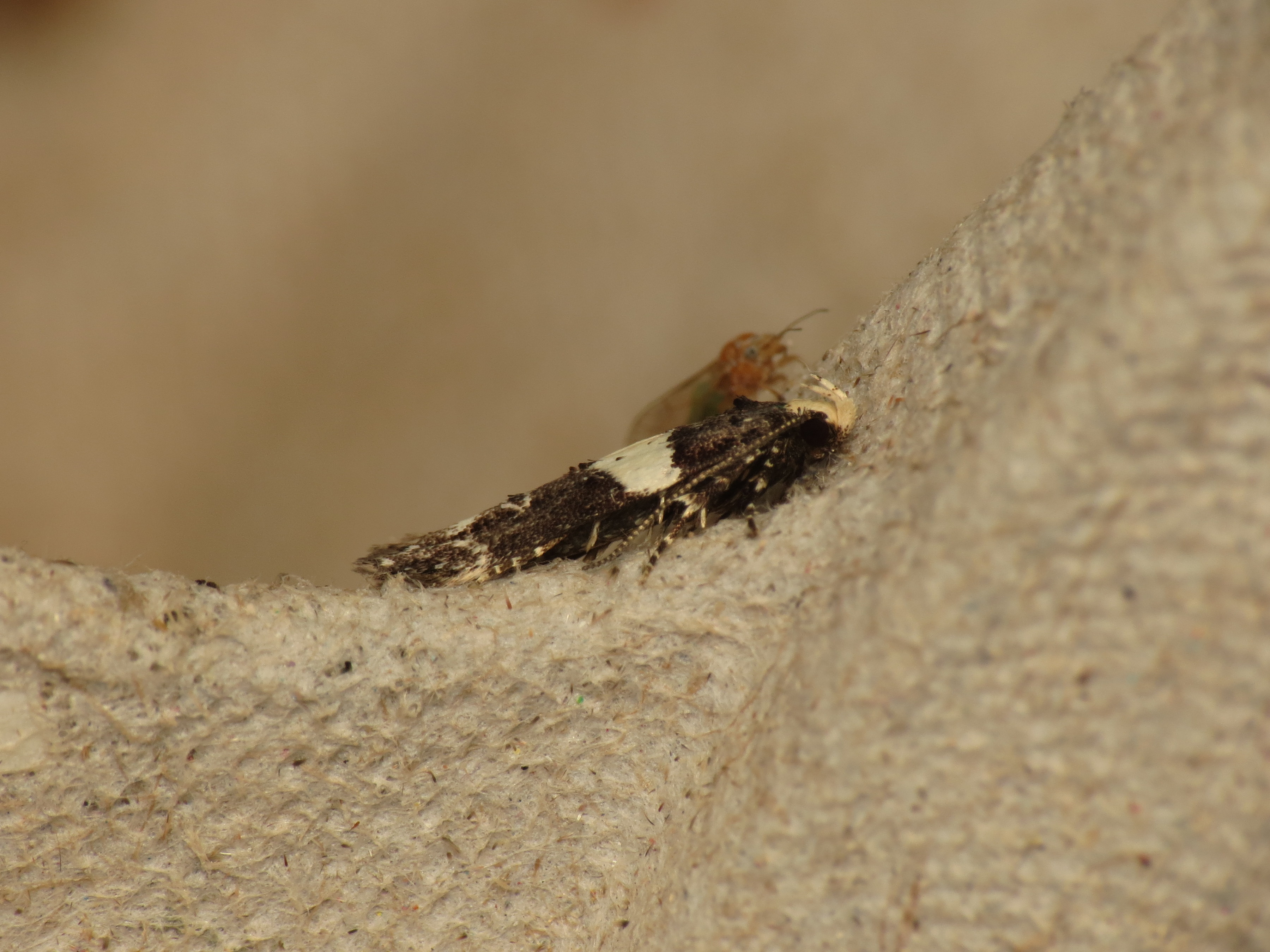
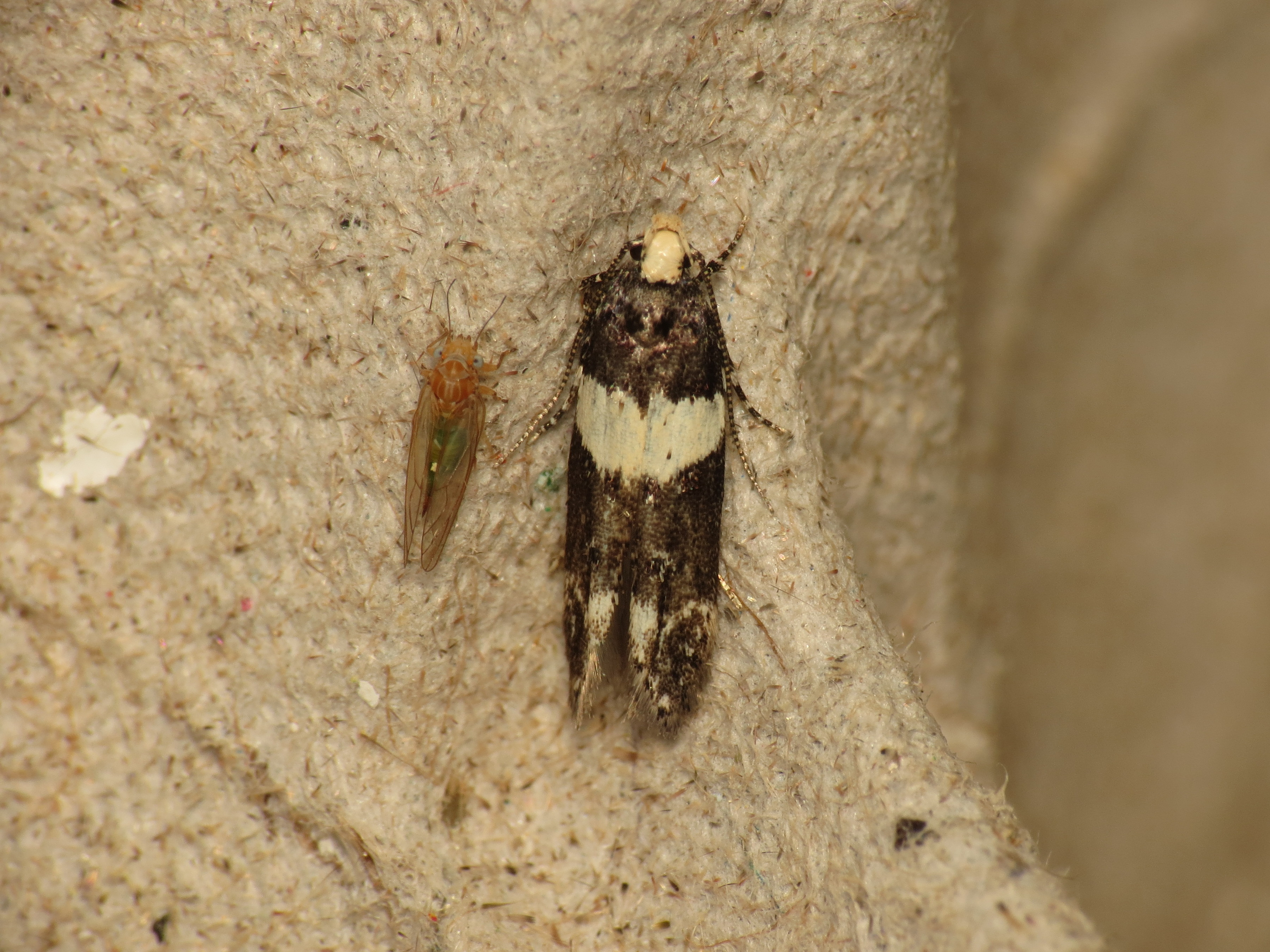
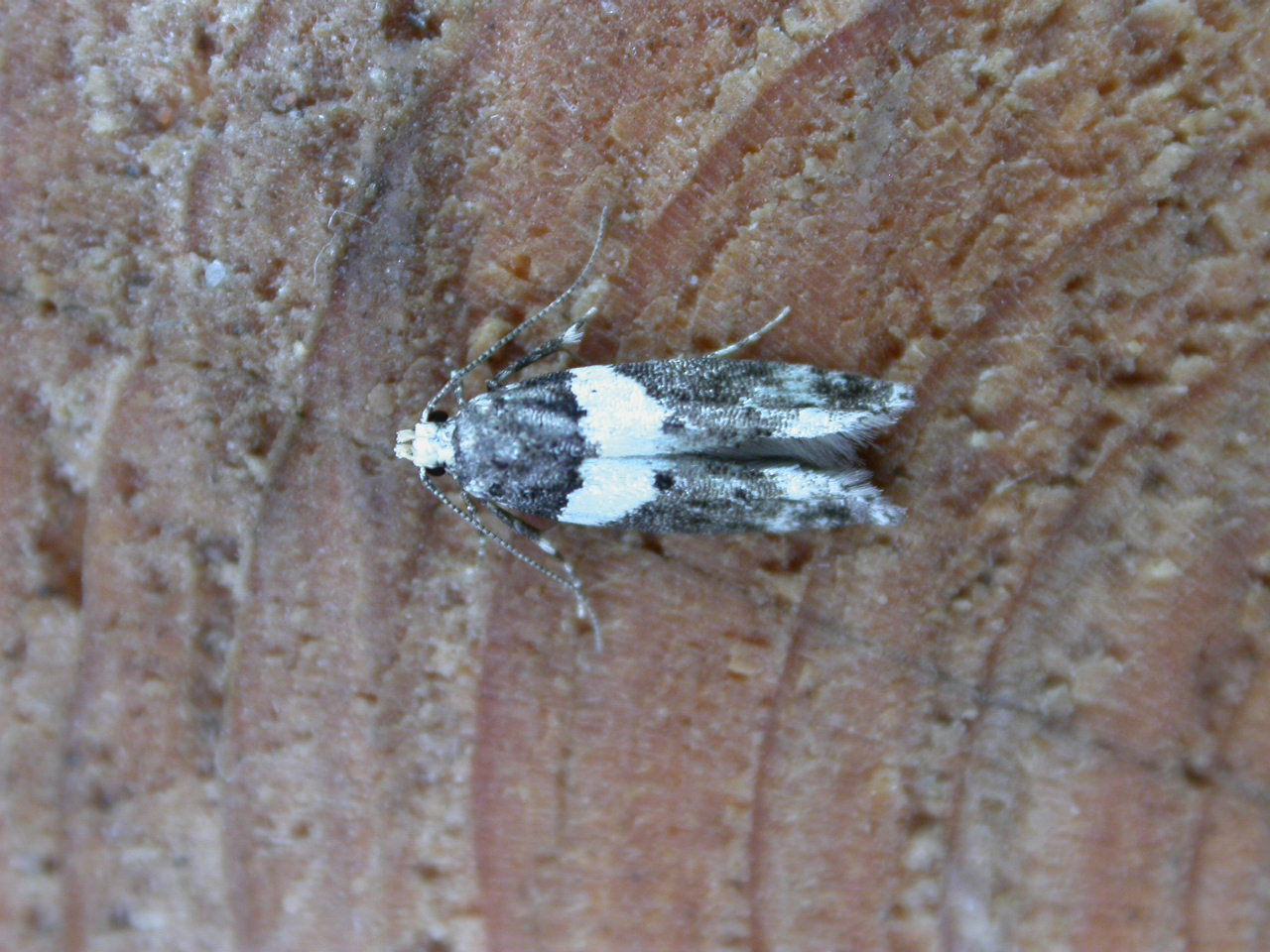
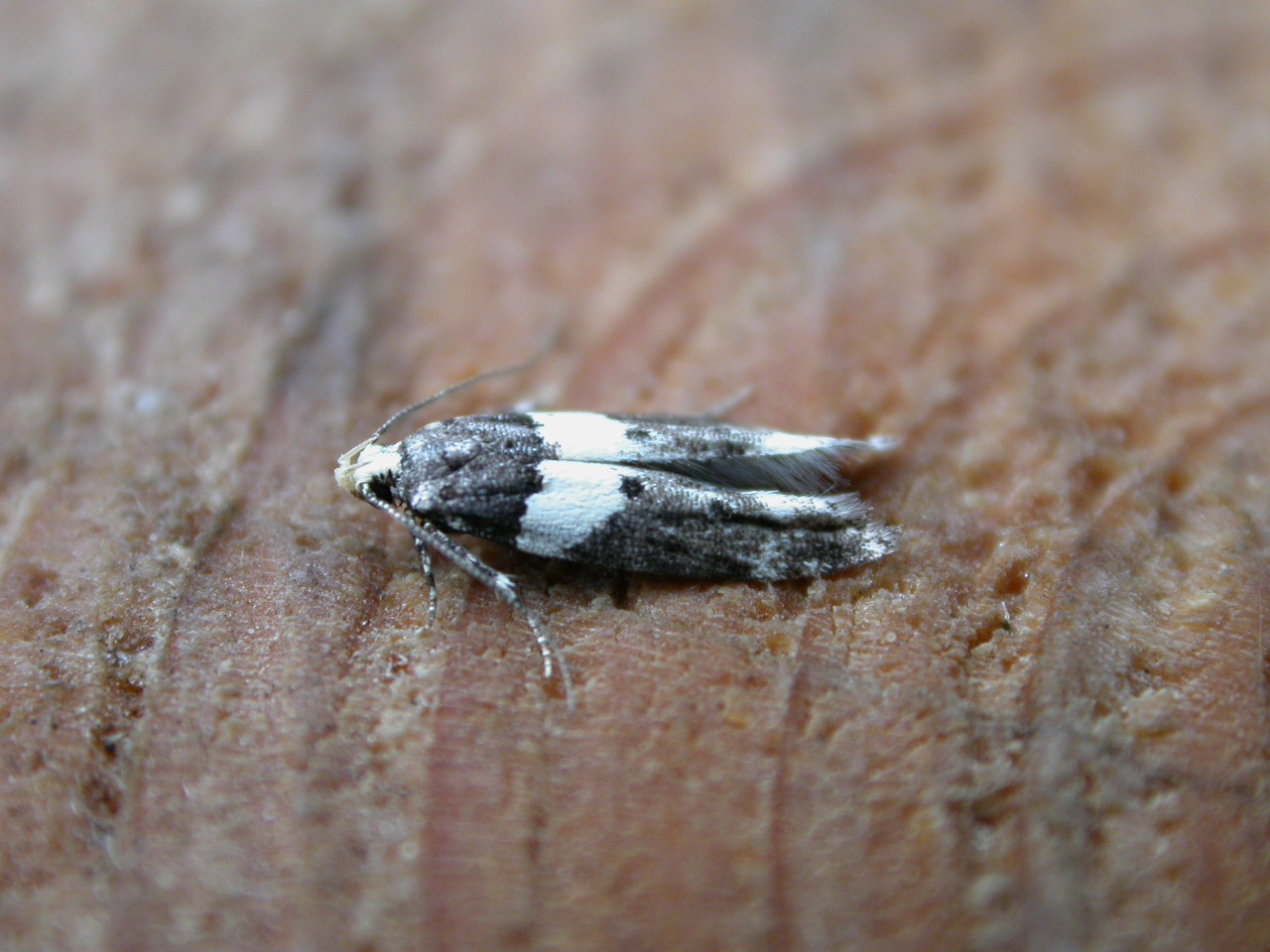
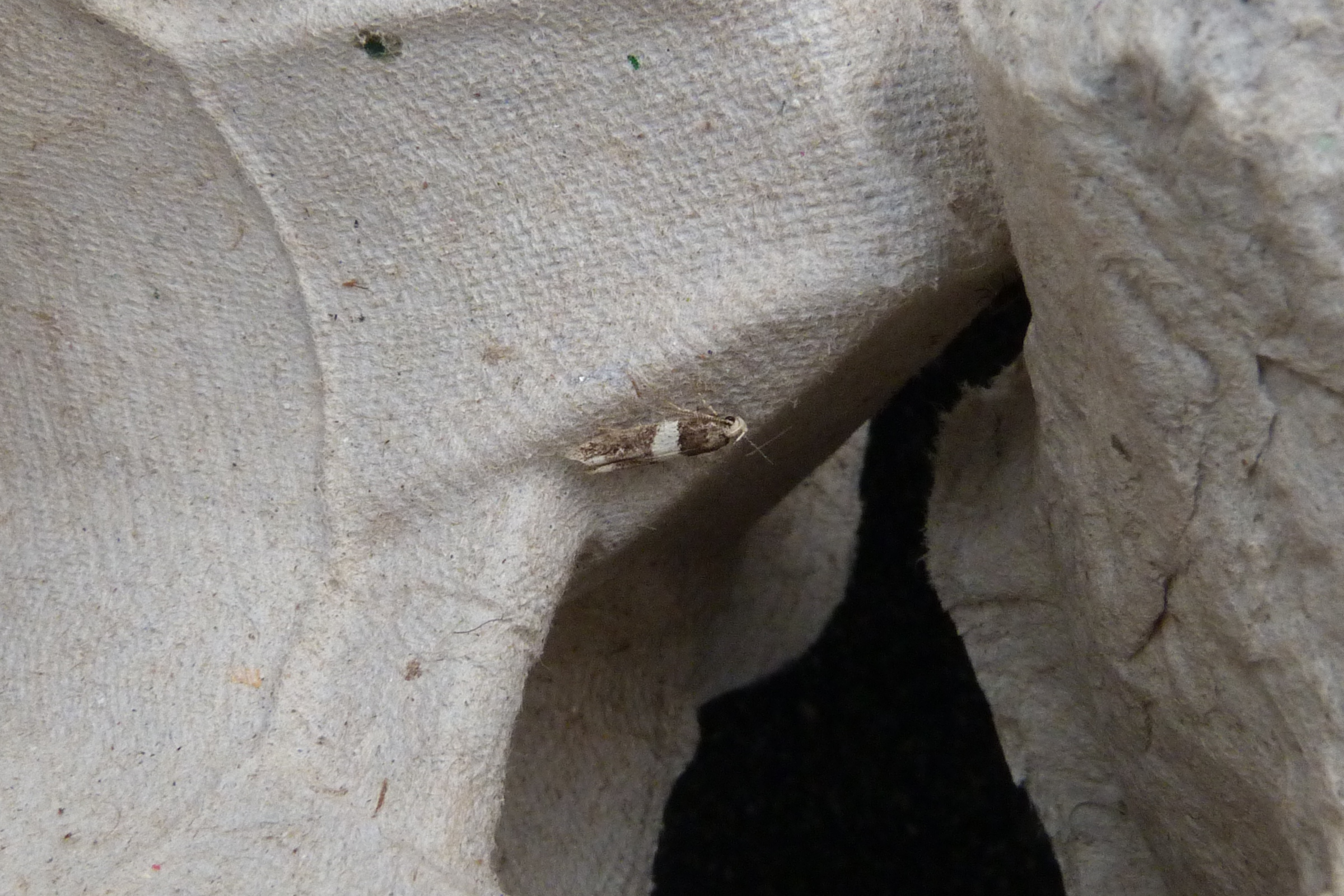
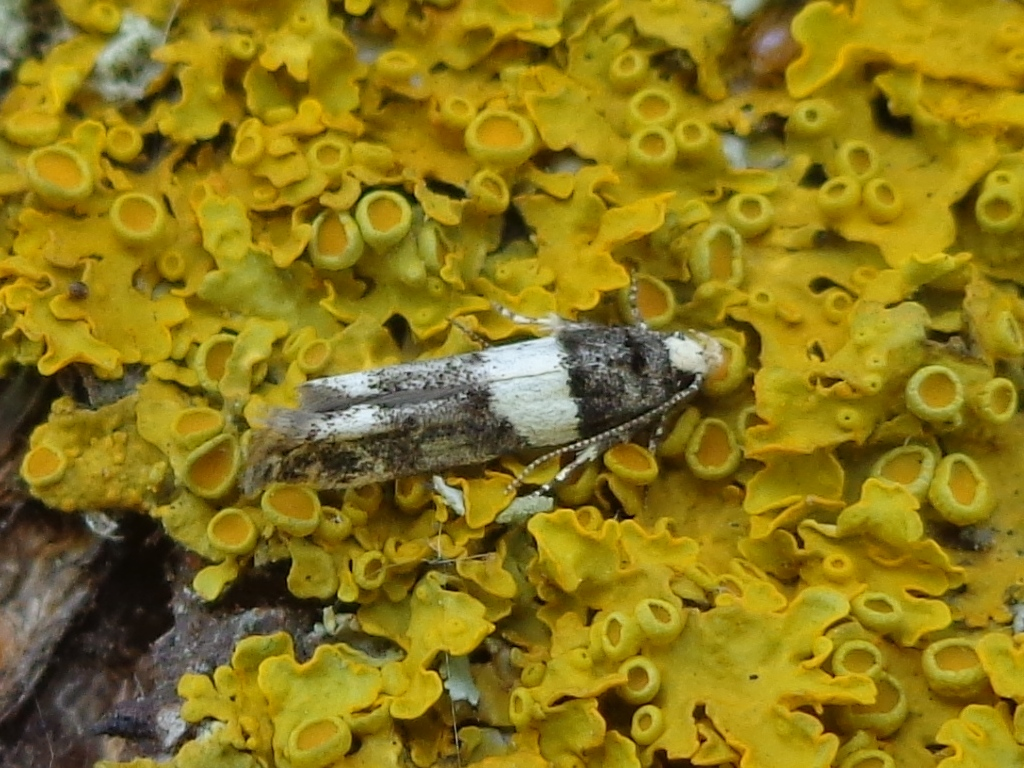

## Dottertaxa tillRecurvaria, i alfabetisk ordning[1][2]
- Recurvaria albocingulella
- Recurvaria auxoptila
- Recurvaria ceanothiella
- Recurvaria chalybeichroa
- Recurvaria chretieni
- Recurvaria cinerella
- Recurvaria consimilis
- Recurvaria crassicornis
- Recurvaria crataegella
- Recurvaria dryozona
- Recurvaria febriculella
- Recurvaria filicornis
- Recurvaria francisca
- Recurvaria hippurista
- Recurvaria insequens
- Recurvaria kittella
- Recurvaria latebricola
- Recurvaria leucatella
- Recurvaria melanostictella
- Recurvaria merismatella
- Recurvaria nana
- Recurvaria nanella
- Recurvaria nothostigma
- Recurvaria ochrospila
- Recurvaria picula
- Recurvaria pruniella
- Recurvaria ptilastis
- Recurvaria pulicella
- Recurvaria pumilella
- Recurvaria putella
- Recurvaria rhicnota
- Recurvaria rhombophorella
- Recurvaria sartor
- Recurvaria saxea
- Recurvaria stibomorpha
- Recurvaria synestia
- Recurvaria taphiopis
- Recurvaria toxicodendri
- Recurvaria trigonophorella
- Recurvaria unicolor